# Monwel
Monwel fou un estat tributari protegit al prant de Sorath a l'agència de Kathiawar, presidència de Bombai, format per tres pobles amb dos tributaris separats. La superfície era de 80 km². La capital estava al poble de Monwel, a 15 km al sud-est de Manikwada, que tenia 1.928 habitants el 1881, que eren més de la meitat de tots els de l'estat, que al mateix anys eren 2.785. Els ingressos estimats el 1881 eren de 2.000 lliures i pagava un tribut d'unes 31,5 lliures al Gaikwar de Baroda.